# Escola Oficial d'Idiomes

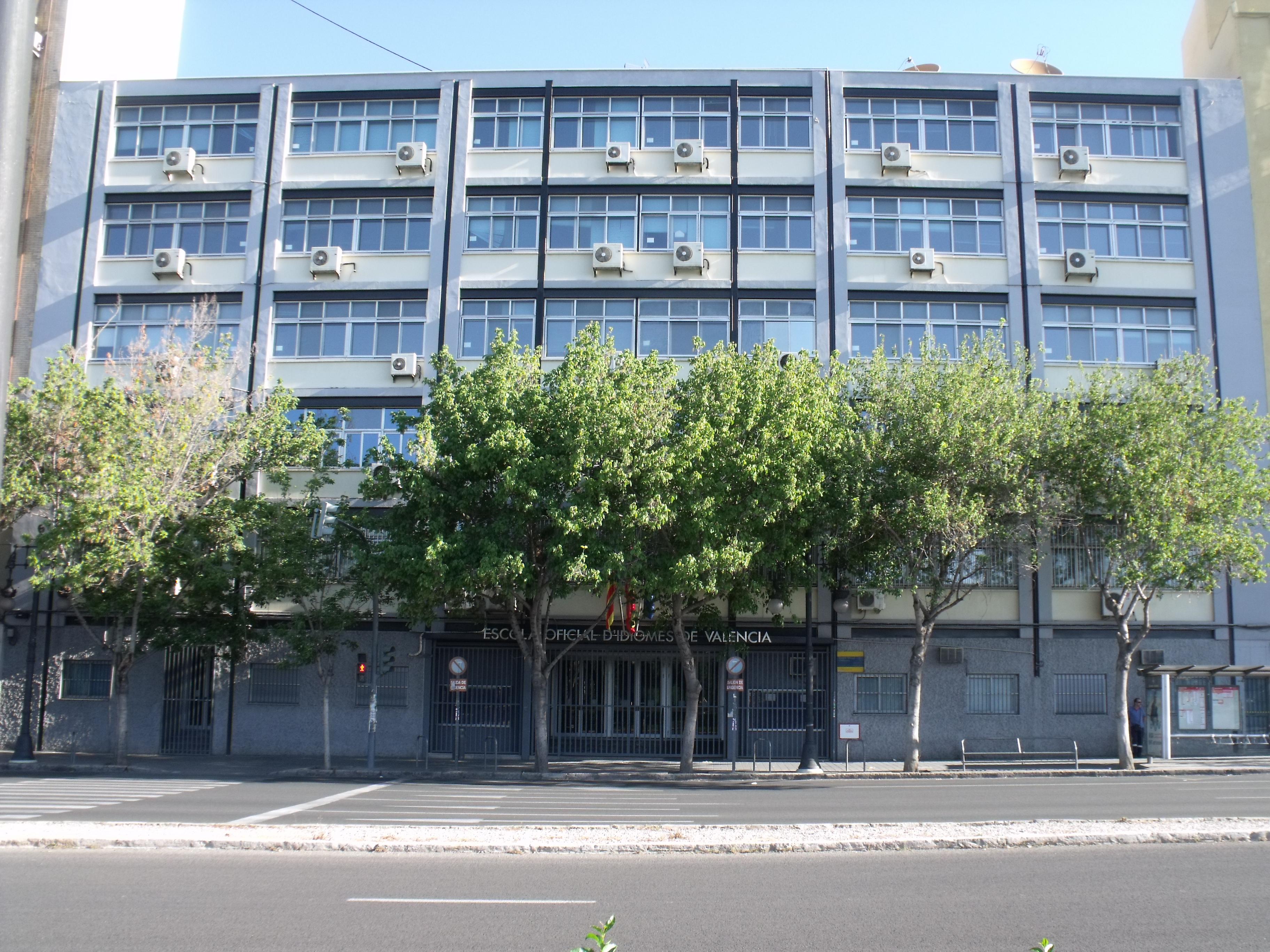
Escola Oficial d'Idiomes de València

Les escoles oficials d'idiomes (EOI) són una xarxa de centres públics no universitaris per l'ensenyament d'idiomes moderns dependents de les conselleries d'educació de cada comunitat autònoma, emmarcades dintre dels centres de règim especial. Espanya és l'únic país de la Unió Europea que disposa d'una institució d'ensenyament públic, que a més atorga títols oficials en acabar els estudis, amb aquesta finalitat. Les Escoles Oficials d'Idiomes s'enfronten en aquests moments a diversos reptes per a millorar i harmonitzar els seus ensenyaments amb què s'ofereixen en altres institucions europees.
La matrícula oficial a les EOI dona dret a assistir a classe i als exàmens que permeten obtenir els certificats acreditatius corresponents. Aquests certificats també es poden obtenir en règim lliure.

## Història
La primera escola es va establir a Madrid l'any 1911 amb el nom d'Escuela Central de Idiomas i amb anglès, francès i alemany al seu pla d'estudis. El seu nou estil d'ensenyament es basava en el mètode directe, és a dir amb vocabulari i fonètica per al primer any, gramàtica per al segon i tercer i vocabulari tècnic per al quart. Només en acabar els quatre cursos es feia un examen final i a les classes es mesclaven homes i dones, quelcom inèdit a l'època.
Sis mesos més tard de la seva inauguració es varen obrir classes de castellà per estrangers i àrab marroquí i poc després s'amplia a italià i portuguès. Entre 1912 i 1914 es varen fer cursos gratuïts d'esperanto.
Durant la dictadura de Primo de Rivera l'escola s'adscriu a la universitat i durant la guerra civil es varen suspendre les classes. En acabar la guerra l'alumnat va baixar a la meitat i el professorat també va minvar entre els que varen exiliar-se, els que varen ser rellevats del càrrec o empresonats i els que varen morir.
El 1957 comencen les classes de rus, a on un policia secreta solia infiltrar-se el primer mes per comprovar que no es parlaven de temes polítics. El 1965 s'introdueix el xinès.
L'any 1966 l'escola es muda a un nou centre i el 1964 es decreta el canvi de nom i la creació d'escoles a Barcelona, Bilbao i València, tot i que fins al 1969 no es posen en marxa les de Barcelona i Bilbao. L'any 1968 es decreta la creació d'escoles a Alacant, La Corunya, Màlaga i Saragossa. Als anys 70 es continuen afegint idiomes com el català (1970), l'èuscar (1975), el japonès (1975) i el romanès (1976).
Als anys 80 s'afegiria el danès, el grec i el neerlandès. A més, el 1982 es varen crear quatre escoles més a Burgos, Ciudad Real, Múrcia i Salamanca, a part de transferir les competències de la seva gestió a les comunitats autònomes. Als anys 90 es crea el programa That's English per a l'aprenentatge d'anglès a distància.
L'any 2011 es va fer una exposició itinerant per celebrar el seu centenari.

## Pla d'estudis
A Espanya, els estudis de les Escoles Oficials d'Idiomes (EOI), estan regulats per la Llei Orgànica 2/2006, de 3 de maig, d'educació (LOE), el Reial Decret 1629/2006 de 29 de desembre pel qual es fixen els aspectes bàsics del currículum dels ensenyaments d'idiomes de règim especial regulats per la Llei Orgànica 2/2006. A Catalunya, el Decret 4/2009 de 13 de gener, estableix una nova regulació de l'organització i el currículum dels ensenyaments d'idiomes de règim especial.
Aquesta normativa deroga l'anterior (el Reial Decret 967/1988, de 2 de setembre (B.O.E. de 10 de setembre, Ordenació de les Ensenyaments corresponents al primer nivell de les Ensenyaments Especialitzats d'Idiomes), pel Reial Decret 1523/1989, d'1 de desembre (B.O.E. de 18 de desembre, Continguts Mínims del primer nivell de les Ensenyaments Especialitzats d'Idiomes Estrangers) i pel Reial Decret 47/1992 (Continguts Mínims del primer nivell de les Llengües Espanyoles). En ells s'establia que els estudis de cada idioma es dividien en dos cicles:
- Cicle Elemental (3 cursos, de 120 hores de duració mínima cadascun).
- Cicle Superior (2 cursos, de 120 hores de duració mínima cadascun).

No obstant això, la Llei Orgànica 2/2006, de 3 de maig, d'Educació, ha modificat aquesta situació adaptant l'ensenyament d'idiomes al Marc europeu comú de referència per a les llengües (European Portfolio) 
- Nivell Bàsic: Aquest nivell està compost per dos cursos de 120 hores lectives. El primer curs equival al nivell A1 i el segon al nivell A2 del MECR.
- Nivell Intermedi: Aquest nivell també està compost per dos cursos de 120 hores lectives cadascun. Una vegada finalitzat el segon curs s'obté un nivell B1 del MECR.
- Nivell Avançat: També aquest nivell està compost per dos cursos de 120 hores cadascun i correspon al nivell B2 del MECR.

I la Disposició Addicional Primera d'aquesta llei estableix que s'haurà d'aprovar un calendari d'aplicació de la llei que, en un termini de 5 anys extingisca gradualment el pla d'estudis en vigor de les Escoles Oficials d'Idiomes i implante nous currículums adequats a aquesta divisió en tres nivells.

## Escoles Oficials d'Idiomes al territori dels Països Catalans

### Catalunya
A Catalunya hi ha un total de 45 Escoles Oficials d'Idiomes i 10 centres públics delegats repartits per tot el territori. Actualment es poden cursar els idiomes alemany, anglès, àrab, castellà, català, coreà, èuscar, francès, grec, italià, japonès, neerlandès, portuguès, rus i xinès. A més, a l'EOI de Barcelona Drassanes es pot estudiar de forma no oficial dàrija, gallec, hebreu, hindi, persa, polonès, romanès, suec, txec, turc i urdú.
| Comarca           | Nom EOI                                                          | Data d'inici                   | Pàgina web                                                                               | Idioma                 | Nivells     | Nivells     | Nivells         | Nivells           | Nivells           | Nivells    |
| Comarca           | Nom EOI                                                          | Data d'inici                   | Pàgina web                                                                               | Idioma                 | Bàsic A1 1r | Bàsic A2 2n | Intermedi B1 3r | Intermedi B2.1 4t | Intermedi B2.2 5è | Avançat C1 |
| Alt Camp          | Escola Oficial d'Idiomes de Valls                                | Febrer 2006                    | www.eoivalls.com Arxivat 2013-07-06 a Wayback Machine.                                   | Anglès                 | Si          | Si          | Si              | Si                | Si                | Si         |
| Alt Camp          | Escola Oficial d'Idiomes de Valls                                | Febrer 2006                    | www.eoivalls.com Arxivat 2013-07-06 a Wayback Machine.                                   | Francès                | Si          | Si          | Si              | No                | No                | No         |
| Alt Empordà       | Escola Oficial d'Idiomes de Figueres                             | 1 de juliol de 2003            | www.eoifigueres.net                                                                      | Alemany                | Si          | Si          | Si              | Si                | Si                | No         |
| Alt Empordà       | Escola Oficial d'Idiomes de Figueres                             | 1 de juliol de 2003            | www.eoifigueres.net                                                                      | Anglès                 | Si          | Si          | Si              | Si                | Si                | Si         |
| Alt Empordà       | Escola Oficial d'Idiomes de Figueres                             | 1 de juliol de 2003            | www.eoifigueres.net                                                                      | Francès                | Si          | Si          | Si              | Si                | Si                | No         |
| Alt Penedès       | Escola Oficial d'Idiomes de l'Alt Penedès                        | 1 de juliol de 2005            | www.eoialtpenedes.cat                                                                    | Anglès                 | Si          | Si          | Si              | Si                | Si                | Si         |
| Alt Penedès       | Escola Oficial d'Idiomes de l'Alt Penedès                        | 1 de juliol de 2005            | www.eoialtpenedes.cat                                                                    | Francès                | Si          | Si          | Si              | Si                | Si                | No         |
| Alt Urgell        | Escola Oficial d'Idiomes de la Seu d'Urgell                      | 1 de juliol de 2003            | www.eoilaseu.cat                                                                         | Anglès                 | Si          | Si          | Si              | Si                | Si                | Si         |
| Alt Urgell        | Escola Oficial d'Idiomes de la Seu d'Urgell                      | 1 de juliol de 2003            | www.eoilaseu.cat                                                                         | Francès                | Si          | Si          | Si              | Si                | Si                | No         |
| Alt Urgell        | Centre públic delegat de l'EOI de La Seu Puigcerdà               | 1 de juliol de 2003            | www.eoilaseu.cat/cp_delegat.php?idm=ca&sbs=7                                             | Anglès                 | No          | No          | No              | Si                | Si                | No         |
| Alt Urgell        | Centre públic delegat de l'EOI de La Seu Puigcerdà               | 1 de juliol de 2003            | www.eoilaseu.cat/cp_delegat.php?idm=ca&sbs=7                                             | Francès                | No          | No          | Si              | Si                | No                | No         |
| Alt Urgell        | Centre públic delegat de l'EOI de La Seu Sort                    | 1 de juliol de 2003            | www.eoilaseu.cat/cp_delegat.php?idm=ca&sbs=1                                             | Anglès                 | No          | Si          | Si              | No                | No                | No         |
| Anoia             | Escola Oficial d'Idiomes d'Igualada                              | 1 de juliol de 2003            | www.eoiigualada.org Arxivat 2013-07-10 a Wayback Machine.                                | Alemany                | Si          | Si          | Si              | Si                | Si                | No         |
| Anoia             | Escola Oficial d'Idiomes d'Igualada                              | 1 de juliol de 2003            | www.eoiigualada.org Arxivat 2013-07-10 a Wayback Machine.                                | Anglès                 | Si          | Si          | Si              | Si                | Si                | Si         |
| Bages             | Escola Oficial d'Idiomes de Manresa                              | ( )                            | www.eoimanresa.cat                                                                       | Alemany                | Si          | Si          | Si              | Si                | Si                | No         |
| Bages             | Escola Oficial d'Idiomes de Manresa                              | ( )                            | www.eoimanresa.cat                                                                       | Anglès                 | Si          | Si          | Si              | Si                | Si                | Si         |
| Bages             | Escola Oficial d'Idiomes de Manresa                              | ( )                            | www.eoimanresa.cat                                                                       | Francès                | Si          | Si          | Si              | Si                | Si                | Si         |
| Bages             | Centre públic delegat de l'EOI de Manresa Solsona                | ( )                            | www.eoimanresa.cat/index.php/informacio-general/cpd-de-solsona                           | Anglès                 | No          | No          | Si              | Si                | No                | No         |
| Baix Camp         | Escola Oficial d'Idiomes de Reus                                 | Setembre 2001                  | www.eoireus.cat Arxivat 2013-07-19 a Wayback Machine.                                    | Alemany                | Si          | Si          | Si              | Si                | Si                | No         |
| Baix Camp         | Escola Oficial d'Idiomes de Reus                                 | Setembre 2001                  | www.eoireus.cat Arxivat 2013-07-19 a Wayback Machine.                                    | Anglès                 | Si          | Si          | Si              | Si                | Si                | Si         |
| Baix Camp         | Escola Oficial d'Idiomes de Reus                                 | Setembre 2001                  | www.eoireus.cat Arxivat 2013-07-19 a Wayback Machine.                                    | Francès                | Si          | Si          | Si              | Si                | Si                | No         |
| Baix Ebre         | Escola Oficial d'Idiomes de Tortosa                              | Setembre 2002                  | www.xtec.cat/eoitortosa/ Arxivat 2013-08-02 a Wayback Machine.                           | Alemany                | Si          | Si          | Si              | Si                | Si                | No         |
| Baix Ebre         | Escola Oficial d'Idiomes de Tortosa                              | Setembre 2002                  | www.xtec.cat/eoitortosa/ Arxivat 2013-08-02 a Wayback Machine.                           | Anglès                 | Si          | Si          | Si              | Si                | Si                | Si         |
| Baix Ebre         | Escola Oficial d'Idiomes de Tortosa                              | Setembre 2002                  | www.xtec.cat/eoitortosa/ Arxivat 2013-08-02 a Wayback Machine.                           | Francès                | Si          | Si          | Si              | Si                | Si                | No         |
| Baix Empordà      | Escola Oficial d'Idiomes de Sant Feliu de Guíxols                | 1 de juliol de 2003            | sites.google.cat/a/xtec.cat/eoisfg/                                                      | Alemany                | Si          | Si          | Si              | Si                | Si                | No         |
| Baix Empordà      | Escola Oficial d'Idiomes de Sant Feliu de Guíxols                | 1 de juliol de 2003            | sites.google.cat/a/xtec.cat/eoisfg/                                                      | Anglès                 | Si          | Si          | Si              | Si                | Si                | Si         |
| Baix Empordà      | Escola Oficial d'Idiomes de Sant Feliu de Guíxols                | 1 de juliol de 2003            | sites.google.cat/a/xtec.cat/eoisfg/                                                      | Francès                | Si          | Si          | Si              | No                | No                | No         |
| Baix Llobregat    | Escola Oficial d'Idiomes de Cornellà de Llobregat                | 1 de setembre de 2011          | www.eoicornella.cat                                                                      | Anglès                 | Si          | Si          | Si              | Si                | Si                | Si         |
| Baix Llobregat    | Escola Oficial d'Idiomes de Cornellà de Llobregat                | 1 de setembre de 2011          | www.eoicornella.cat                                                                      | Francès                | Si          | Si          | Si              | Si                | Si                | No         |
| Baix Llobregat    | Escola Oficial d'Idiomes del Prat de Llobregat                   | Juliol 2007                    | www.eoidelprat.com Arxivat 2013-05-27 a Wayback Machine.                                 | Alemany                | Si          | Si          | Si              | Si                | No                | No         |
| Baix Llobregat    | Escola Oficial d'Idiomes del Prat de Llobregat                   | Juliol 2007                    | www.eoidelprat.com Arxivat 2013-05-27 a Wayback Machine.                                 | Anglès                 | Si          | Si          | Si              | Si                | Si                | Si         |
| Baix Llobregat    | Escola Oficial d'Idiomes del Prat de Llobregat                   | Juliol 2007                    | www.eoidelprat.com Arxivat 2013-05-27 a Wayback Machine.                                 | Francès                | Si          | Si          | Si              | Si                | Si                | No         |
| Baix Llobregat    | Escola Oficial d'Idiomes d'Esplugues de Llobregat                | Setembre 1999                  | www.eoiesplugues.com                                                                     | Alemany                | Si          | Si          | Si              | Si                | Si                | No         |
| Baix Llobregat    | Escola Oficial d'Idiomes d'Esplugues de Llobregat                | Setembre 1999                  | www.eoiesplugues.com                                                                     | Anglès                 | Si          | Si          | Si              | Si                | Si                | Si         |
| Baix Llobregat    | Escola Oficial d'Idiomes d'Esplugues de Llobregat                | Setembre 1999                  | www.eoiesplugues.com                                                                     | Francès                | Si          | Si          | Si              | Si                | Si                | No         |
| Baix Llobregat    | Escola Oficial d'Idiomes d'Esplugues de Llobregat                | Setembre 1999                  | www.eoiesplugues.com                                                                     | Italià                 | Si          | Si          | Si              | Si                | Si                | No         |
| Baix Llobregat    | Escola Oficial d'Idiomes de Martorell                            | 1 de juliol de 2003            | www.xtec.cat/eoimartorell                                                                | Alemany                | Si          | Si          | Si              | Si                | Si                | No         |
| Baix Llobregat    | Escola Oficial d'Idiomes de Martorell                            | 1 de juliol de 2003            | www.xtec.cat/eoimartorell                                                                | Anglès                 | Si          | Si          | Si              | Si                | Si                | Si         |
| Baix Llobregat    | Escola Oficial d'Idiomes de Viladecans                           | 1 de juliol de 2006            | www.eoiviladecans.com                                                                    | Alemany                | Si          | Si          | Si              | Si                | Si                | No         |
| Baix Llobregat    | Escola Oficial d'Idiomes de Viladecans                           | 1 de juliol de 2006            | www.eoiviladecans.com                                                                    | Anglès                 | Si          | Si          | Si              | Si                | Si                | Si         |
| Baix Llobregat    | Escola Oficial d'Idiomes de Viladecans                           | 1 de juliol de 2006            | www.eoiviladecans.com                                                                    | Francès                | Si          | Si          | Si              | Si                | Si                | No         |
| Baix Penedès      | Escola Oficial d'Idiomes del Vendrell                            | 1 de juliol de 2003            | www.eoidelvendrell.cat                                                                   | Anglès                 | Si          | Si          | Si              | Si                | Si                | Si         |
| Baix Penedès      | Escola Oficial d'Idiomes del Vendrell                            | 1 de juliol de 2003            | www.eoidelvendrell.cat                                                                   | Francès                | Si          | Si          | Si              | Si                | Si                | No         |
| Barcelonès        | Escola Oficial d'Idiomes de Badalona                             | 1 de juliol de 2003            | www.eoibadalona.cat                                                                      | Alemany                | Si          | Si          | Si              | Si                | No                | No         |
| Barcelonès        | Escola Oficial d'Idiomes de Badalona                             | 1 de juliol de 2003            | www.eoibadalona.cat                                                                      | Anglès                 | Si          | Si          | Si              | Si                | Si                | Si         |
| Barcelonès        | Escola Oficial d'Idiomes de Badalona                             | 1 de juliol de 2003            | www.eoibadalona.cat                                                                      | Francès                | Si          | Si          | Si              | Si                | Si                | No         |
| Barcelonès        | Escola Oficial d'Idiomes de Barcelona-Drassanes                  | 30 de setembre de 1969         | www.eoibd.cat                                                                            | Alemany                | Si          | Si          | Si              | Si                | Si                | Si         |
| Barcelonès        | Escola Oficial d'Idiomes de Barcelona-Drassanes                  | 30 de setembre de 1969         | www.eoibd.cat                                                                            | Anglès                 | Si          | Si          | Si              | Si                | Si                | Si         |
| Barcelonès        | Escola Oficial d'Idiomes de Barcelona-Drassanes                  | 30 de setembre de 1969         | www.eoibd.cat                                                                            | Àrab                   | Si          | Si          | Si              | Si                | Si                | No         |
| Barcelonès        | Escola Oficial d'Idiomes de Barcelona-Drassanes                  | 30 de setembre de 1969         | www.eoibd.cat                                                                            | Dàrija (Àrab marroquí) | Si          | No          | No              | No                | No                | No         |
| Barcelonès        | Escola Oficial d'Idiomes de Barcelona-Drassanes                  | 30 de setembre de 1969         | www.eoibd.cat                                                                            | Català                 | Si          | Si          | Si              | Si                | Si                | Si         |
| Barcelonès        | Escola Oficial d'Idiomes de Barcelona-Drassanes                  | 30 de setembre de 1969         | www.eoibd.cat                                                                            | Coreà                  | Si          | Si          | Si              | No                | No                | No         |
| Barcelonès        | Escola Oficial d'Idiomes de Barcelona-Drassanes                  | 30 de setembre de 1969         | www.eoibd.cat                                                                            | espanyol               | Si          | Si          | Si              | Si                | Si                | No         |
| Barcelonès        | Escola Oficial d'Idiomes de Barcelona-Drassanes                  | 30 de setembre de 1969         | www.eoibd.cat                                                                            | Èuscar                 | Si          | Si          | Si              | Si                | Si                | No         |
| Barcelonès        | Escola Oficial d'Idiomes de Barcelona-Drassanes                  | 30 de setembre de 1969         | www.eoibd.cat                                                                            | Francès                | Si          | Si          | Si              | Si                | Si                | Si         |
| Barcelonès        | Escola Oficial d'Idiomes de Barcelona-Drassanes                  | 30 de setembre de 1969         | www.eoibd.cat                                                                            | Gallec                 | Si          | No          | No              | Si                | No                | No         |
| Barcelonès        | Escola Oficial d'Idiomes de Barcelona-Drassanes                  | 30 de setembre de 1969         | www.eoibd.cat                                                                            | Grec                   | Si          | Si          | Si              | Si                | Si                | No         |
| Barcelonès        | Escola Oficial d'Idiomes de Barcelona-Drassanes                  | 30 de setembre de 1969         | www.eoibd.cat                                                                            | Hebreu                 | Si          | No          | No              | No                | No                | No         |
| Barcelonès        | Escola Oficial d'Idiomes de Barcelona-Drassanes                  | 30 de setembre de 1969         | www.eoibd.cat                                                                            | Hindi                  | Si          | No          | No              | No                | No                | No         |
| Barcelonès        | Escola Oficial d'Idiomes de Barcelona-Drassanes                  | 30 de setembre de 1969         | www.eoibd.cat                                                                            | Italià                 | Si          | Si          | Si              | Si                | Si                | Si         |
| Barcelonès        | Escola Oficial d'Idiomes de Barcelona-Drassanes                  | 30 de setembre de 1969         | www.eoibd.cat                                                                            | Japonès                | Si          | Si          | Si              | Si                | Si                | No         |
| Barcelonès        | Escola Oficial d'Idiomes de Barcelona-Drassanes                  | 30 de setembre de 1969         | www.eoibd.cat                                                                            | Neerlandès             | Si          | Si          | Si              | Si                | Si                | No         |
| Barcelonès        | Escola Oficial d'Idiomes de Barcelona-Drassanes                  | 30 de setembre de 1969         | www.eoibd.cat                                                                            | Persa                  | Si          | No          | No              | No                | No                | No         |
| Barcelonès        | Escola Oficial d'Idiomes de Barcelona-Drassanes                  | 30 de setembre de 1969         | www.eoibd.cat                                                                            | Polonès                | Si          | No          | No              | No                | No                | No         |
| Barcelonès        | Escola Oficial d'Idiomes de Barcelona-Drassanes                  | 30 de setembre de 1969         | www.eoibd.cat                                                                            | Portuguès              | Si          | Si          | Si              | Si                | Si                | No         |
| Barcelonès        | Escola Oficial d'Idiomes de Barcelona-Drassanes                  | 30 de setembre de 1969         | www.eoibd.cat                                                                            | Romanès                | Si          | No          | No              | No                | No                | No         |
| Barcelonès        | Escola Oficial d'Idiomes de Barcelona-Drassanes                  | 30 de setembre de 1969         | www.eoibd.cat                                                                            | Rus                    | Si          | Si          | Si              | Si                | Si                | No         |
| Barcelonès        | Escola Oficial d'Idiomes de Barcelona-Drassanes                  | 30 de setembre de 1969         | www.eoibd.cat                                                                            | Suec                   | Si          | No          | No              | No                | No                | No         |
| Barcelonès        | Escola Oficial d'Idiomes de Barcelona-Drassanes                  | 30 de setembre de 1969         | www.eoibd.cat                                                                            | Txec                   | Si          | No          | No              | No                | No                | No         |
| Barcelonès        | Escola Oficial d'Idiomes de Barcelona-Drassanes                  | 30 de setembre de 1969         | www.eoibd.cat                                                                            | Turc                   | Si          | No          | No              | No                | No                | No         |
| Barcelonès        | Escola Oficial d'Idiomes de Barcelona-Drassanes                  | 30 de setembre de 1969         | www.eoibd.cat                                                                            | Urdú                   | Si          | No          | No              | No                | No                | No         |
| Barcelonès        | Escola Oficial d'Idiomes de Barcelona-Drassanes                  | 30 de setembre de 1969         | www.eoibd.cat                                                                            | Xinès                  | Si          | Si          | Si              | Si                | Si                | No         |
| Barcelonès        | Escola Oficial d'Idiomes de Barcelona-Vall d'Hebron              | 1989                           | www.eoibcnvh.cat                                                                         | Alemany                | Si          | Si          | Si              | Si                | Si                | Si         |
| Barcelonès        | Escola Oficial d'Idiomes de Barcelona-Vall d'Hebron              | 1989                           | www.eoibcnvh.cat                                                                         | Anglès                 | Si          | Si          | Si              | Si                | Si                | Si         |
| Barcelonès        | Escola Oficial d'Idiomes de Barcelona-Vall d'Hebron              | 1989                           | www.eoibcnvh.cat                                                                         | Català                 | Si          | Si          | Si              | Si                | Si                | Si         |
| Barcelonès        | Escola Oficial d'Idiomes de Barcelona-Vall d'Hebron              | 1989                           | www.eoibcnvh.cat                                                                         | Espanyol               | Si          | Si          | Si              | Si                | Si                | No         |
| Barcelonès        | Escola Oficial d'Idiomes de Barcelona-Vall d'Hebron              | 1989                           | www.eoibcnvh.cat                                                                         | Francès                | Si          | Si          | Si              | Si                | Si                | Si         |
| Barcelonès        | Escola Oficial d'Idiomes de Barcelona III-Sant Gervasi           | 1 de juliol de 2003            | www.eoisg.cat                                                                            | Alemany                | Si          | Si          | Si              | Si                | Si                | Si         |
| Barcelonès        | Escola Oficial d'Idiomes de Barcelona III-Sant Gervasi           | 1 de juliol de 2003            | www.eoisg.cat                                                                            | Anglès                 | Si          | Si          | Si              | Si                | Si                | Si         |
| Barcelonès        | Escola Oficial d'Idiomes de Barcelona IV-La Pau                  | 1 de juliol de 2003            | www.eoilapau.net                                                                         | Alemany                | Si          | Si          | Si              | Si                | Si                | No         |
| Barcelonès        | Escola Oficial d'Idiomes de Barcelona IV-La Pau                  | 1 de juliol de 2003            | www.eoilapau.net                                                                         | Anglès                 | Si          | Si          | Si              | Si                | Si                | Si         |
| Barcelonès        | Escola Oficial d'Idiomes de Barcelona IV-La Pau                  | 1 de juliol de 2003            | www.eoilapau.net                                                                         | Francès                | Si          | Si          | Si              | Si                | Si                | No         |
| Barcelonès        | Escola Oficial d'Idiomes de Barcelona V-Sants                    | 1 de juliol de 2003            | www.xtec.cat/eoibarcelona-sants                                                          | Anglès                 | Si          | Si          | Si              | Si                | Si                | Si         |
| Barcelonès        | Escola Oficial d'Idiomes de Barcelona V-Sants                    | 1 de juliol de 2003            | www.xtec.cat/eoibarcelona-sants                                                          | Francès                | Si          | Si          | Si              | Si                | Si                | Si         |
| Barcelonès        | Escola Oficial d'Idiomes de Barcelona VI-Guinardó                | ( )                            | http://www.xtec.cat/centres/a8072589/                                                    | Alemany                | Si          | Si          | Si              | No                | No                | No         |
| Barcelonès        | Escola Oficial d'Idiomes de Barcelona VI-Guinardó                | ( )                            | http://www.xtec.cat/centres/a8072589/                                                    | Anglès                 | Si          | Si          | Si              | Si                | Si                | Si         |
| Barcelonès        | Escola Oficial d'Idiomes de Barcelona VI-Guinardó                | ( )                            | http://www.xtec.cat/centres/a8072589/                                                    | Francès                | Si          | Si          | Si              | Si                | Si                | No         |
| Barcelonès        | Escola Oficial d'Idiomes de L'Hospitalet de Llobregat            | 1990                           | www.xtec.cat/eoi-hospitalet                                                              | Alemany                | Si          | Si          | Si              | Si                | Si                | No         |
| Barcelonès        | Escola Oficial d'Idiomes de L'Hospitalet de Llobregat            | 1990                           | www.xtec.cat/eoi-hospitalet                                                              | Anglès                 | Si          | Si          | Si              | Si                | Si                | Si         |
| Barcelonès        | Escola Oficial d'Idiomes de L'Hospitalet de Llobregat            | 1990                           | www.xtec.cat/eoi-hospitalet                                                              | Francès                | Si          | Si          | Si              | Si                | Si                | Si         |
| Barcelonès        | Escola Oficial d'Idiomes de L'Hospitalet de Llobregat            | 1990                           | www.xtec.cat/eoi-hospitalet                                                              | Italià                 | Si          | Si          | Si              | Si                | Si                | No         |
| Barcelonès        | Escola Oficial d'Idiomes de Santa Coloma de Gramenet             | Setembre 1999                  | www.eoisantacoloma.org                                                                   | Alemany                | Si          | Si          | Si              | Si                | Si                | No         |
| Barcelonès        | Escola Oficial d'Idiomes de Santa Coloma de Gramenet             | Setembre 1999                  | www.eoisantacoloma.org                                                                   | Anglès                 | Si          | Si          | Si              | Si                | Si                | Si         |
| Barcelonès        | Escola Oficial d'Idiomes de Santa Coloma de Gramenet             | Setembre 1999                  | www.eoisantacoloma.org                                                                   | Francès                | Si          | Si          | Si              | Si                | Si                | No         |
| Berguedà          | Escola Oficial d'Idiomes de Berga                                | 1 de juliol de 2005            | www.eoibergueda.cat                                                                      | Anglès                 | Si          | Si          | Si              | Si                | Si                | Si         |
| Berguedà          | Escola Oficial d'Idiomes de Berga                                | 1 de juliol de 2005            | www.eoibergueda.cat                                                                      | Francès                | Si          | Si          | Si              | Si                | No                | No         |
| Garraf            | Escola Oficial d'Idiomes de Vilanova i la Geltrú                 | 1 de juliol de 2003            | www.eoigarraf.cat Arxivat 2013-08-26 a Wayback Machine.                                  | Alemany                | Si          | Si          | Si              | Si                | Si                | No         |
| Garraf            | Escola Oficial d'Idiomes de Vilanova i la Geltrú                 | 1 de juliol de 2003            | www.eoigarraf.cat Arxivat 2013-08-26 a Wayback Machine.                                  | Anglès                 | Si          | Si          | Si              | Si                | Si                | Si         |
| Garrotxa          | Escola Oficial d'Idiomes d'Olot                                  | 2002                           | www.eoiolot.cat                                                                          | Alemany                | Si          | Si          | Si              | No                | No                | No         |
| Garrotxa          | Escola Oficial d'Idiomes d'Olot                                  | 2002                           | www.eoiolot.cat                                                                          | Anglès                 | Si          | Si          | Si              | Si                | Si                | Si         |
| Garrotxa          | Escola Oficial d'Idiomes d'Olot                                  | 2002                           | www.eoiolot.cat                                                                          | Francès                | Si          | Si          | Si              | No                | No                | No         |
| Gironès           | Escola Oficial d'Idiomes de Girona                               | 1983                           | www.eoigirona.com                                                                        | Alemany                | Si          | Si          | Si              | Si                | Si                | Si         |
| Gironès           | Escola Oficial d'Idiomes de Girona                               | 1983                           | www.eoigirona.com                                                                        | Anglès                 | Si          | Si          | Si              | Si                | Si                | Si         |
| Gironès           | Escola Oficial d'Idiomes de Girona                               | 1983                           | www.eoigirona.com                                                                        | Àrab                   | Si          | Si          | Si              | No                | No                | No         |
| Gironès           | Escola Oficial d'Idiomes de Girona                               | 1983                           | www.eoigirona.com                                                                        | Català                 | Si          | Si          | Si              | Si                | Si                | Si         |
| Gironès           | Escola Oficial d'Idiomes de Girona                               | 1983                           | www.eoigirona.com                                                                        | Espanyol               | Si          | Si          | Si              | Si                | No                | No         |
| Gironès           | Escola Oficial d'Idiomes de Girona                               | 1983                           | www.eoigirona.com                                                                        | Francès                | Si          | Si          | Si              | Si                | Si                | Si         |
| Gironès           | Escola Oficial d'Idiomes de Girona                               | 1983                           | www.eoigirona.com                                                                        | Italià                 | Si          | Si          | Si              | Si                | Si                | No         |
| Gironès           | Escola Oficial d'Idiomes de Girona                               | 1983                           | www.eoigirona.com                                                                        | Rus                    | Si          | Si          | Si              | Si                | Si                | No         |
| Gironès           | Centre públic delegat de l'EOI de Girona Palafrugell             | 2010                           | www.eoigirona.com/cp_delegat.php?idm=ca&sbs=2 Arxivat 2013-07-15 a Wayback Machine.      | Anglès                 | No          | No          | Si              | Si                | Si                | No         |
| Gironès           | Centre públic delegat de l'EOI de Girona Santa Coloma de Farners | 2008                           | www.eoigirona.com/cp_delegat.php?idm=ca&sbs=1 Arxivat 2013-07-15 a Wayback Machine.      | Anglès                 | No          | Si          | Si              | Si                | Si                | No         |
| Maresme           | Escola Oficial d'Idiomes de Calella                              | Setembre 2013                  | http://agora-eoi.xtec.cat/eoicalella                                                     | Alemany                | Si          | Si          | Si              | No                | No                | No         |
| Maresme           | Escola Oficial d'Idiomes de Calella                              | Setembre 2013                  | http://agora-eoi.xtec.cat/eoicalella                                                     | Anglès                 | Si          | Si          | Si              | Si                | Si                | Si         |
| Maresme           | Escola Oficial d'Idiomes de Calella                              | Setembre 2013                  | http://agora-eoi.xtec.cat/eoicalella                                                     | Rus                    | Si          | Si          | No              | No                | No                | No         |
| Maresme           | Escola Oficial d'Idiomes de Mataró                               | ( )                            | www.eoimaresme.cat                                                                       | Alemany                | Si          | Si          | Si              | Si                | Si                | No         |
| Maresme           | Escola Oficial d'Idiomes de Mataró                               | ( )                            | www.eoimaresme.cat                                                                       | Anglès                 | Si          | Si          | Si              | Si                | Si                | Si         |
| Maresme           | Escola Oficial d'Idiomes de Mataró                               | ( )                            | www.eoimaresme.cat                                                                       | Francès                | Si          | Si          | Si              | Si                | Si                | No         |
| Montsià           | Escola Oficial d'Idiomes d'Amposta                               | 1 de juliol de 2005            | www.eoiamposta.cat                                                                       | Anglès                 | Si          | Si          | Si              | Si                | Si                | Si         |
| Montsià           | Escola Oficial d'Idiomes d'Amposta                               | 1 de juliol de 2005            | www.eoiamposta.cat                                                                       | Francès                | Si          | Si          | Si              | Si                | Si                | Si         |
| Osona             | Escola Oficial d'Idiomes de Vic                                  | 1 de juliol de 2003            | www.eoiosona.com Arxivat 2016-10-21 a Wayback Machine.                                   | Anglès                 | Si          | Si          | Si              | Si                | Si                | Si         |
| Osona             | Escola Oficial d'Idiomes de Vic                                  | 1 de juliol de 2003            | www.eoiosona.com Arxivat 2016-10-21 a Wayback Machine.                                   | Francès                | Si          | Si          | Si              | Si                | Si                | No         |
| Pla de l'Estany   | Escola Oficial d'Idiomes de Banyoles                             | ( )                            | www.eoibanyoles.cat                                                                      | Anglès                 | Si          | Si          | Si              | Si                | Si                | Si         |
| Pla de l'Estany   | Escola Oficial d'Idiomes de Banyoles                             | ( )                            | www.eoibanyoles.cat                                                                      | Francès                | Si          | Si          | Si              | No                | No                | No         |
| Ribera d'Ebre     | Escola Oficial d'Idiomes de Móra d'Ebre                          | 1 de juliol de 2006            | www.eoiriberadebre.cat Arxivat 2016-03-12 a Wayback Machine.                             | Anglès                 | Si          | Si          | Si              | Si                | Si                | No         |
| Ribera d'Ebre     | Escola Oficial d'Idiomes de Móra d'Ebre                          | 1 de juliol de 2006            | www.eoiriberadebre.cat Arxivat 2016-03-12 a Wayback Machine.                             | Francès                | Si          | Si          | Si              | No                | No                | No         |
| Ripollès          | Centre Públic Delegat de l'EOI d'Olot Ripoll                     | 1 de setembre de 2017          | http://www.eoiolot.cat/cp_delegat.php?idm=ca&sbs=7 Arxivat 2018-08-13 a Wayback Machine. | Anglès                 | Si          | Si          | Si              | Si                | Si                | No         |
| Ripollès          | Centre Públic Delegat de l'EOI d'Olot Ripoll                     | 1 de setembre de 2017          | http://www.eoiolot.cat/cp_delegat.php?idm=ca&sbs=7 Arxivat 2018-08-13 a Wayback Machine. | Francès                | Si          | Si          | No              | No                | No                | No         |
| Segrià            | Escola Oficial d'Idiomes de Lleida                               | 1986                           | https://web.eoilleida.cat/                                                               | Alemany                | Si          | Si          | Si              | Si                | Si                | No         |
| Segrià            | Escola Oficial d'Idiomes de Lleida                               | 1986                           | https://web.eoilleida.cat/                                                               | Anglès                 | Si          | Si          | Si              | Si                | Si                | Si         |
| Segrià            | Escola Oficial d'Idiomes de Lleida                               | 1986                           | https://web.eoilleida.cat/                                                               | Àrab                   | Si          | Si          | Si              | No                | No                | No         |
| Segrià            | Escola Oficial d'Idiomes de Lleida                               | 1986                           | https://web.eoilleida.cat/                                                               | Català                 | Si          | Si          | No              | Si                | Si                | Si         |
| Segrià            | Escola Oficial d'Idiomes de Lleida                               | 1986                           | https://web.eoilleida.cat/                                                               | Espanyol               | Si          | Si          | Si              | Si                | Si                | No         |
| Segrià            | Escola Oficial d'Idiomes de Lleida                               | 1986                           | https://web.eoilleida.cat/                                                               | Francès                | Si          | Si          | Si              | Si                | Si                | Si         |
| Segrià            | Escola Oficial d'Idiomes de Lleida                               | 1986                           | https://web.eoilleida.cat/                                                               | Italià                 | Si          | Si          | Si              | Si                | Si                | No         |
| Segrià            | Centre públic delegat de l'EOI de Lleida Balaguer                | ( )                            | https://web.eoilleida.cat/qui-som/centres-publics-delegats/                              | Anglès                 | No          | Si          | Si              | Si                | Si                | No         |
| Segrià            | Centre públic delegat de l'EOI de Lleida Balaguer                | ( )                            | https://web.eoilleida.cat/qui-som/centres-publics-delegats/                              | Francès                | Si          | Si          | No              | No                | No                | No         |
| Segrià            | Centre públic delegat de l'EOI de Lleida Les Borges Blanques     | ( )                            | https://web.eoilleida.cat/qui-som/centres-publics-delegats/                              | Anglès                 | No          | Si          | Si              | No                | No                | No         |
| Segrià            | Centre públic delegat de l'EOI de Lleida Tremp                   | ( )                            | https://web.eoilleida.cat/qui-som/centres-publics-delegats/                              | Anglès                 | No          | No          | No              | Si                | Si                | No         |
| Segrià            | Centre públic delegat de l'EOI de Lleida Vielha                  | ( )                            | https://web.eoilleida.cat/qui-som/centres-publics-delegats/                              | Anglès                 | No          | No          | No              | Si                | Si                | No         |
| Selva             | Escola Oficial d'Idiomes de Blanes                               | 1 de juliol de 2003            | www.eoiblanes.cat Arxivat 2013-06-06 a Wayback Machine.                                  | Alemany                | Si          | Si          | Si              | No                | No                | No         |
| Selva             | Escola Oficial d'Idiomes de Blanes                               | 1 de juliol de 2003            | www.eoiblanes.cat Arxivat 2013-06-06 a Wayback Machine.                                  | Anglès                 | Si          | Si          | Si              | Si                | Si                | Si         |
| Selva             | Escola Oficial d'Idiomes de Blanes                               | 1 de juliol de 2003            | www.eoiblanes.cat Arxivat 2013-06-06 a Wayback Machine.                                  | Francès                | Si          | Si          | Si              | Si                | Si                | No         |
| Tarragonès        | Escola Oficial d'Idiomes de Salou                                | ( )                            | www.eoisalou.org                                                                         | Anglès                 | Si          | Si          | Si              | Si                | Si                | No         |
| Tarragonès        | Escola Oficial d'Idiomes de Salou                                | ( )                            | www.eoisalou.org                                                                         | Francès                | Si          | Si          | Si              | No                | No                | No         |
| Tarragonès        | Escola Oficial d'Idiomes de Tarragona                            | ( )                            | www.eoitarragona.cat                                                                     | Alemany                | Si          | Si          | Si              | Si                | Si                | No         |
| Tarragonès        | Escola Oficial d'Idiomes de Tarragona                            | ( )                            | www.eoitarragona.cat                                                                     | Anglès                 | Si          | Si          | Si              | Si                | Si                | Si         |
| Tarragonès        | Escola Oficial d'Idiomes de Tarragona                            | ( )                            | www.eoitarragona.cat                                                                     | Àrab                   | Si          | Si          | Si              | No                | No                | No         |
| Tarragonès        | Escola Oficial d'Idiomes de Tarragona                            | ( )                            | www.eoitarragona.cat                                                                     | Català                 | No          | Si          | No              | Si                | Si                | Si         |
| Tarragonès        | Escola Oficial d'Idiomes de Tarragona                            | ( )                            | www.eoitarragona.cat                                                                     | Espanyol               | Si          | Si          | Si              | Si                | Si                | No         |
| Tarragonès        | Escola Oficial d'Idiomes de Tarragona                            | ( )                            | www.eoitarragona.cat                                                                     | Francès                | Si          | Si          | Si              | Si                | Si                | Si         |
| Tarragonès        | Escola Oficial d'Idiomes de Tarragona                            | ( )                            | www.eoitarragona.cat                                                                     | Rus                    | Si          | Si          | Si              | Si                | Si                | No         |
| Urgell            | Escola Oficial d'Idiomes de Tàrrega                              | 1 de juliol de 2003            | www.eoitarrega.com Arxivat 2016-09-22 a Wayback Machine.                                 | Anglès                 | Si          | Si          | Si              | Si                | Si                | Si         |
| Urgell            | Escola Oficial d'Idiomes de Tàrrega                              | 1 de juliol de 2003            | www.eoitarrega.com Arxivat 2016-09-22 a Wayback Machine.                                 | Francès                | Si          | Si          | Si              | Si                | Si                | No         |
| Vallès Occidental | Escola Oficial d'Idiomes de Rubí                                 | ( )                            | www.xtec.cat/eoirubi                                                                     | Anglès                 | Si          | Si          | Si              | Si                | Si                | Si         |
| Vallès Occidental | Escola Oficial d'Idiomes de Rubí                                 | ( )                            | www.xtec.cat/eoirubi                                                                     | Francès                | Si          | Si          | Si              | Si                | Si                | No         |
| Vallès Occidental | Escola Oficial d'Idiomes de Sabadell                             | 1990                           | https://sites.google.cat/site/eoisabadellsite/                                           | Alemany                | Si          | Si          | Si              | Si                | Si                | No         |
| Vallès Occidental | Escola Oficial d'Idiomes de Sabadell                             | 1990                           | https://sites.google.cat/site/eoisabadellsite/                                           | Anglès                 | Si          | Si          | Si              | Si                | Si                | Si         |
| Vallès Occidental | Escola Oficial d'Idiomes de Sabadell                             | 1990                           | https://sites.google.cat/site/eoisabadellsite/                                           | Català                 | No          | No          | No              | Si                | Si                | Si         |
| Vallès Occidental | Escola Oficial d'Idiomes de Sabadell                             | 1990                           | https://sites.google.cat/site/eoisabadellsite/                                           | Francès                | Si          | Si          | Si              | Si                | Si                | Si         |
| Vallès Occidental | Escola Oficial d'Idiomes de Sant Cugat del Vallès                | 1 de juliol de 2003            | www.eoisantcugat.cat                                                                     | Alemany                | Si          | Si          | Si              | Si                | Si                | No         |
| Vallès Occidental | Escola Oficial d'Idiomes de Sant Cugat del Vallès                | 1 de juliol de 2003            | www.eoisantcugat.cat                                                                     | Anglès                 | Si          | Si          | Si              | Si                | Si                | Si         |
| Vallès Occidental | Escola Oficial d'Idiomes de Terrassa                             | Principis de la dècada de 1990 | www.xtec.cat/eoiterrassa                                                                 | Alemany                | Si          | Si          | Si              | Si                | Si                | Si         |
| Vallès Occidental | Escola Oficial d'Idiomes de Terrassa                             | Principis de la dècada de 1990 | www.xtec.cat/eoiterrassa                                                                 | Anglès                 | Si          | Si          | Si              | Si                | Si                | Si         |
| Vallès Occidental | Escola Oficial d'Idiomes de Terrassa                             | Principis de la dècada de 1990 | www.xtec.cat/eoiterrassa                                                                 | Àrab                   | Si          | Si          | Si              | No                | No                | No         |
| Vallès Occidental | Escola Oficial d'Idiomes de Terrassa                             | Principis de la dècada de 1990 | www.xtec.cat/eoiterrassa                                                                 | Francès                | Si          | Si          | Si              | Si                | Si                | No         |
| Vallès Occidental | Escola Oficial d'Idiomes de Terrassa                             | Principis de la dècada de 1990 | www.xtec.cat/eoiterrassa                                                                 | Italià                 | Si          | Si          | Si              | Si                | Si                | No         |
| Vallès Oriental   | Escola Oficial d'Idiomes de Granollers                           | 1 de juliol de 2003            | www.eoivallesoriental.com                                                                | Alemany                | Si          | Si          | Si              | Si                | Si                | No         |
| Vallès Oriental   | Escola Oficial d'Idiomes de Granollers                           | 1 de juliol de 2003            | www.eoivallesoriental.com                                                                | Anglès                 | Si          | Si          | Si              | Si                | Si                | Si         |
| Vallès Oriental   | Escola Oficial d'Idiomes de Granollers                           | 1 de juliol de 2003            | www.eoivallesoriental.com                                                                | Francès                | No          | No          | Si              | No                | No                | No         |
| Vallès Oriental   | Escola Oficial d'Idiomes de Mollet del Vallès                    | 1 de juliol de 2006            | www.xtec.cat/eoimollet                                                                   | Anglès                 | Si          | Si          | Si              | Si                | Si                | Si         |
| Vallès Oriental   | Escola Oficial d'Idiomes de Mollet del Vallès                    | 1 de juliol de 2006            | www.xtec.cat/eoimollet                                                                   | Francès                | Si          | Si          | Si              | Si                | Si                | Si         |